# Avstrijska tiskovna agencija

Avstrijska tiskovna agencija (nemško Austria Presse Agentur, APA) je nacionalna tiskovna agencija in vodilni informacijski oskrbovalec v Avstriji. Lastninijo jo avstrijski časopisi in državna radiotelevizija ORF.

## Novinarji

### Smrtne žrtve
| Datum         | Ime           | Lokacija        | Okoliščine                                                                                               |
| ------------- | ------------- | --------------- | --- |
| 6. junij 1968 | Dieter Kasper | Dunaj, Avstrija | Umrl je med pokrivanjem srečanja Pro Juventute, ko je balon, na katerem je bil, udaril v Donavski stolp. |